# 杜日嶺駅
杜日嶺駅（トゥイルリョンえき）は朝鮮民主主義人民共和国平安南道徳川市にある、朝鮮民主主義人民共和国鉄道省平徳線の駅。

## 隣の駅
朝鮮民主主義人民共和国鉄道省
平徳線
郷元駅 - 杜日嶺駅 - 咸家駅